# Polieren

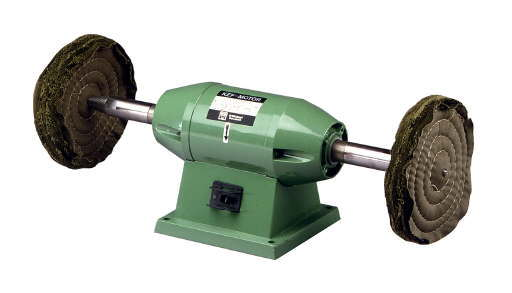
Polierbock

Polieren hat das Ziel, die Oberfläche eines festen Körpers zu glätten. „Politur“ bezeichnet neben dem Vorgang auch das beim Polieren verwendete Poliermittel. Polieren kann durch Materialabtrag, Verrundung (zum Beispiel Flammpolitur) oder Materialauftrag (Füllen der Poren, Möbelpolitur, Schuhpolitur) erreicht werden
Beim abtragenden Polieren werden lose Schleifmittel mit einem gewissen Druck über die Oberfläche gezogen. Die Polierkörner sind zum Beispiel in einer Paste enthalten. Der eigentliche Vorgang entspricht dem Schleifen, aber beim Polieren soll möglichst wenig Material abgetragen werden. Durch das Entfernen von Material neben Kratzern verschwinden diese.
Die Reduzierung der Materialstärke ist eine erforderliche Nebenwirkung.
Das Polieren kann zwei Zwecken dienen. Zum einen hat eine glatte Oberfläche weniger Reibung, was bei mechanischen Bauteilen wichtig sein kann. Zum anderen reflektiert eine glatte Oberfläche auf sie einfallendes Licht gleichmäßig, was als Glanz empfunden wird. Beim industriellen Polieren von z. B. Messing dient das Polieren dazu, möglichst gleichmäßige Oberflächen herzustellen, sodass das Werkstück optimal für nachgelagerte Prozesse z. B. beim  Galvanisieren, vorbereitet ist.
Bei speziellen Kunststoffen und Polymeren (z. B. PMMA) werden im Polierprozess sogenannte thermoplastische Verfahren angewendet. Die Rauigkeitsspitzen der Oberflächenstruktur werden plastisch und teilplastisch verformt und so geebnet (auch Presspolieren; engl. Burnishing). Es erfolgt je nach Art des Prozesses ein kleinster bis kleiner Werkstoffabtrag (Glanzschleifen) sowie auch Verfüllen von Vertiefungen. Die damit erreichte Oberfläche ist nach dem Glätten oft glänzend.
Nach der DIN 8589 ist das Polieren kein eigenes Fertigungsverfahren, sondern wird etwa als Polierläppen, Polierhonen oder elektrolytisches Polieren ausgeführt.
In der Holzbearbeitung wird unter dem Polieren auch das Aufbringen einer Politur etwa aus Schellack, Ölen oder Harzen verstanden. Dies geschieht meist in mehreren Schichten mithilfe eines Polierballens aus Textil oder Watte. Polituren für Holz können auch Bims und andere Füll- und Schleifstoffe enthalten, welche die Oberfläche glätten und Poren verschließen. Häufig ist dies jedoch nicht der Fall.

## Der Polierprozess
Durch den Polierprozess wird der Zustand der polierten Oberfläche von einer matten Fläche mit nur geringer Lichtreflexion zu einer glänzenden Fläche mit starker Reflexion poliert.
In den Poliermitteln sind Poliermineralien enthalten, die für eine Einebnung der Rautiefen sorgen.
Der Polierprozess umfasst oftmals mehrere Stufen. Die Polierzeit ergibt sich vor allem durch den Ausgangszustand (Vorschliff), die Leistungsfähigkeit des verwendeten Poliermittels, den gewählten Prozessparametern wie z. B. Anpressdruck und Umdrehungszahl sowie der gewünschten Endoberfläche. Je länger die Polierzeit, desto höher ist das Risiko eines Oberflächendefekts.
Ausschlaggebend für die Qualität polierter Oberflächen sind: Werkstoff, Vorbehandlung und Polierparameter. Der optimale Polierprozess ist abhängig von der Feinabstimmung der eingesetzten Polierwerkzeuge und Polierpasten.
Der Polierprozess ist automatisiert maschinell, maschinell oder manuell durchführbar. Beim automatisierten Polieren kommen Roboter und Rundtische zum Einsatz, die das Material polieren. Beim maschinellen Polieren wird die Politur mit rotierenden sowie exzentrischen Poliermaschinen angewendet. Mit Handpolierpads oder Mikrofasertüchern kann die Oberfläche auch manuell poliert werden.
Manuelles Polieren bedeutet Gegenstände oder Flächen mit einem weichen Tuch oder einer weichen Bürste nach dem Reinigen, oft unter Zuhilfenahme chemischer Zusätze, abzureiben, damit sie glänzen. Das betrifft zum Beispiel Holzfußböden, Möbel oder Lederschuhe mit Schuhcreme. Diese Anwendungen werden meistens im häuslichen Umfeld durchgeführt.
Beim industriellen Polieren wird zum größten Teil automatisiert poliert. Beim automatisierten Polieren kommen Roboter und Rundtakttische zum Einsatz mit deren Hilfe die Werkstücke poliert werden.

## Poliermittel und Polituren

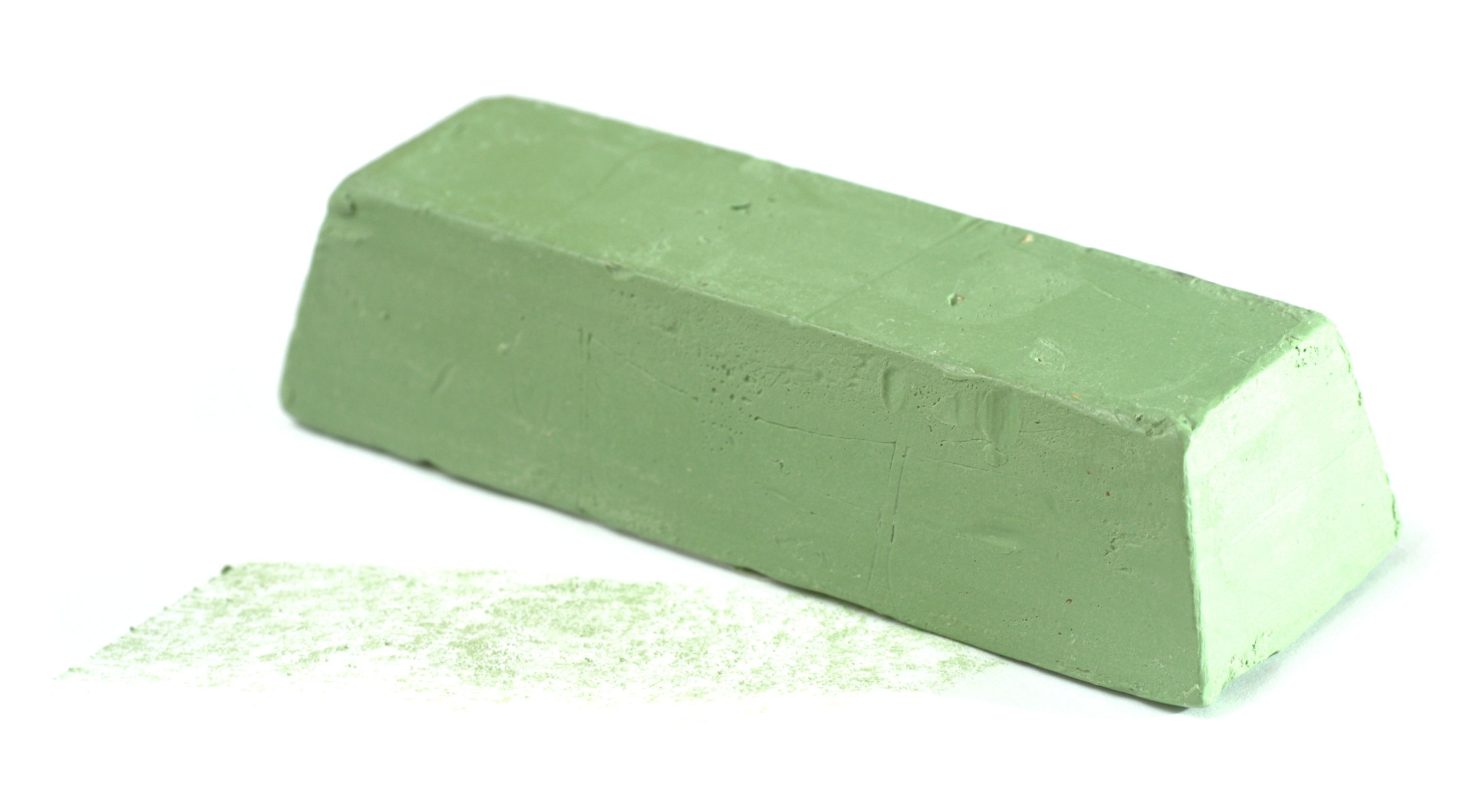
Polierpaste, als Block und auf Papier aufgestrichen

Polierpasten bestehen aus der Kombination von Poliermineralien und einem Träger. Die Poliermineralien beeinflussen die Wirkung des Poliermittels. Der Träger ist zum einen nötig, um die Poliermineralien richtig anwenden zu können und sorgt zum anderen für die erforderliche Kühlung und Haftung auf der Polierscheibe oder dem Polier-Pad.
Er bildet einen Film zwischen Oberfläche und der Scheibe. Wie beim Läppen bewegt sich das Schleifkorn während des Polierens innerhalb dieses Films. Die Poliermineralien sind entweder industriell hergestellt oder haben einen natürlichen Ursprung. Der Träger definiert die Konsistenz des Poliermittels.
Es wird zwischen festem und flüssigem Träger unterschieden. Er besteht in der Regel aus folgenden Rohstoffen: Fette, Wachse, Kohlenwasserstoffe, Emulgatoren, Additive und Wasser. Feste Träger bestehen nur aus Fetten und Wachsen.
Poliermittel werden weiter in Festpasten, flüssige Emulsionen, Salben und Polituren unterschieden. Festpasten und Emulsionen werden zum Polieren von Metallen, lackierten Hölzern und Edelmetallen eingesetzt. Lackierte Hölzer lassen sich auch mit Salben polieren. Die Politur wird im Automobilbereich auf Klarlack eingesetzt.
Die Polierpasten einer Art sind verschiedenen Polierstufen zugeordnet. Es gibt stark abrasive Pasten (Heavy Cut), mittelstarke abrasive Pasten (Medium Cut), Finish Pasten und Versiegelungen (Protection).
Bei der herkömmlichen Politur geschieht das Abtragen und Glätten der Oberfläche mit äußerst feinen Poliermitteln wie Polierrotkuchen, Polierschiefer, Schlämmkreide, Zinnasche oder Ceroxid, die meist in einer Paste oder Flüssigkeit, manchmal Politur genannt, gebunden sind. Die Mittel sind in einem Politurträger, etwa einer Tuch-, Filz-, Gummi, Pech- oder Lederscheibe für rotierende Verfahren oder Lappen für vibrierendes Arbeiten, gebunden oder oberflächlich aufgebracht.

## Metall
Die Bearbeitung erfolgt bei Metall meist maschinell mit rotierenden Polierscheiben aus Stoff, Filz oder Leder. Auf die Scheibe, den sogenannten Poliermittelträger, wird das eigentliche Poliermittel entweder als Suspension oder als sogenannte Festpaste aufgetragen. Das Poliermittel besteht aus verschiedenen Fetten, Ölen und dem eigentlichen Poliermittel. Dies kann z. B. Tonerde, Aluminiumoxid, Chrom(III)-oxid oder Ähnliches sein.

### Elektrolytisches Polieren
Das elektrolytische Polieren erlaubt es, Metallteile (z. B. aus nichtrostendem Stahl, Messing, Aluminiumlegierungen u. a.) zu reinigen, entgraten und zum Glänzen zu bringen. Dabei wird das Metall in chemische Bäder eingetaucht (Elektrolyte) und einem Gleichstrom ausgesetzt.

## Lackierte Oberflächen / Holz
Lackierte Oberflächen sind empfindliche Materialien. Der dem Polieren voran gehende Schleifprozess muss deshalb sehr sorgfältig aufgebaut werden, wozu sich mehrere Schleifvorgänge verschiedener Körnungen anbieten. Besonders wichtig dabei ist das Abführen von Reibungswärme und ein möglichst feiner Endschliff. Oberflächen aus Holz, die glänzen sollen, werden mit Lack überzogen, welcher dann poliert werden kann. Die Holzoberfläche wird zunächst gewässert, getrocknet und geschliffen. Je nach Holzart und erwünschtem Ergebnis wird dies zum Teil wiederholt, bevor die Oberfläche dann lackiert wird. Nach dem Lackieren erfolgen mehrere Zwischenschliffe und jeweils erneutes Aufbringen von Lack, um ein Schließen der Poren und eine möglichst glatte Oberfläche zu erhalten. Erst dann wird der Polierprozess mittels einer schnell rotierenden Schwabbelscheibe oder an der Langbandschleifmaschine mit Hilfe eines sich rasch über die Oberfläche hinwegbewegenden Schwabbelbandes vorgenommen.
Wird als Politur Schellack benutzt, spricht man auch von einer Schellackpolitur, die mit einem Ballen aufgetragen wird. Als Schleifmittel werden bevorzugt Schachtelhalm oder Bimsmehl verwendet, welche zusätzlich die Poren füllen. Da der Umgang mit Schellack aufwendig und sehr arbeitsintensiv ist, wird er nur noch bei der Restaurierung von alten Möbeln und bei sehr hochwertigen Musikinstrumenten verwendet.
Mit dem Ballen oder dem Lappen wird auch die typische Möbelpolitur aufgetragen.
Eine weitere traditionelle Methode ist die Ölpolitur. Sie wurde jedoch in der Möbelherstellung nur kurze Zeit angewandt. Deswegen und auch infolge falscher Restaurierungskonzepte sind nahezu keine Objekte mehr erhalten. Hierbei wird Leinöl in mehreren Schichten und mit verschiedenen Schleifmitteln aufgetragen und so eine glatte Oberfläche erreicht.
Die Poliergeschwindigkeiten sollen zwischen 6 und 24 m/s betragen.
Der Polierprozess für lackierte Oberflächen wird in folgenden Bereichen angewendet: Möbel, Küchen, Boots- und Yachtbau, Geigen- und Klavierbau, Automobil-Interieur, Kunsthandwerk und Bilderrahmen.

## Stein
Zum Polieren von ebenen Steinflächen benutzt man Holzrahmen oder Holzplatten, die mit Leder oder Filz bezogen und mit Bleigewichten beschwert sind. Während die zu bearbeitende Steinplatte in einem Gipsbett fixiert ist, wird der auf den Stein gelegte Schleifrahmen hin und her bewegt, wobei zwischen Werkstück und Schleiffläche Quarzsand gespült wird, bis der Stein eine glatte Oberfläche hat. Danach wird mit fortwährend feinerem Sand oder Schmirgel weitergeschliffen.
Weitere Stufen feineren Schleifens erfolgen unter Zugabe von geschlämmter Zinnasche oder auch Tripel, einem aus Afrika importierten tonartigen Sediment, sowie feinstem Steinmehl und Wasser.  Matter Glanz wird durch Polieren mit weißer Wolle erreicht, spiegelnder Glanz zuletzt durch allerfeinste, trockene Zinnasche.
Kleinkunstwerke und Schmuckgegenstände werden auf Drehmaschinen und kleinen Schleiftischen bearbeitet.

## Kunststoff
Kunststoffe sind schwierig zu polieren. Werden die Werkstücke zu stark erwärmt, führt das zu einer Verbrennung bzw. Verschmelzung der Oberfläche. Außerdem besteht die Gefahr, dass eventuelle Pastenreste in die Oberfläche eingearbeitet werden. Voraussetzungen für sehr gute Ergebnisse sind ein präziser Vorschliff und kurze Polierzeiten. Die Verwendung von fetteren Pasten sorgt für eine Kühlung während des Polierens.
Kunststoffe wie Polymethylmethacrylat (Plexiglas) werden meist mittels verschiedener feiner Schmirgelpapiere und der anschließenden Behandlung mit sogenannter Polierpaste oder verschieden feiner Polierwachse poliert. Die einfachste und schnellste Methode, kleine Flächen zu polieren, wie z. B. Schnittkanten, ist das Entlangstreichen mit einer Acetylenflamme. Die Flamme sollte möglichst sauerstoffreich brennen, um Rußbildung zu vermeiden. Durch die Hitze schmilzt das Material oberflächlich und kühlt glattflächig glänzend wieder ab. Nachteil dieser Methode sind starke innere Spannungen im Material, die sich nach längerer Zeit als feine Risse bemerkbar machen können. Zusätzlich gefördert wird die Rissbildung durch alkoholhaltige Reinigungsmittel.
Für folgende Anwendungsbereiche wird Kunststoff poliert: Carbon-Anbauteile, Gelcoat, Formbauteile, Verbundstoffe, Plexiglas, Möbelteile, Musikinstrumente.

## Automobilklarlack
Beim Polieren von Automobilklarlack bewirken die Poliermineralien, die sich im Poliermittel befinden, eine Einebnung der Rautiefen. Während des Polierprozesses werden die Poliermineralien kleiner. In der Folge lässt die Abrasivität nach. Je nachdem, ob dem Polierprozess ein Schleifprozess voranging, unterscheiden sich die Aufgaben des Polierens. Mit vorhergehendem Schleifprozess wird der Glanzgrad einer matten Reparaturstelle zunächst an den Zustand des Umgebungslacks angepasst, bevor poliert wird. Leichtere Umweltschäden können ohne vorangehenden Schleifprozess entfernt werden.
Automobilklarlack kann ein- oder mehrstufig bearbeitet werden.

## Aluminium
Beim Polieren von Aluminium muss vor allem eine Überhitzung der Oberfläche vermieden werden. Um das Material zu schonen, empfiehlt sich ein nicht zu grobkörniger Vorschliff. Für härtere Legierungen eignen sich fettere Pasten; für weichere Legierungen werden trockenere verwendet. Bei weichen Oberflächen sollten grundsätzlich möglichst homogene Poliermittel verwendet werden, da „Überkörner“ das Ergebnis negativ beeinflussen.
Weitere Empfehlungen für das Polieren von AluminiumAngebracht sind Poliergeschwindigkeiten von 50–60 m/s
Aluminiumabfälle, die beim Polieren entstehen, können eine Selbstentzündung hervorrufen.
Für folgende Anwendungsbereiche wird Aluminium poliert: Automobilzierleisten, Räder, technische Bauteile, Türgriffe, Bilderrahmen, Lampen, Stuhlgestelle, Blechtafeln, Flachbleche, Haushaltswaren, Tür- und Fensterrahmen.

## Messing
Beim Polieren von Messing kommt es vor allem auf kurze Polierzeiten an. Eine große Rolle spielt hier der Vorschliff. Ist er ungleichmäßig kann auch durch Polieren kein Ausgleich erzielt werden. Starke Polierstriche sollten vermieden werden. Das Polierbild wird erst nach dem Galvanisieren sichtbar.
Weitere Empfehlungen für das Polieren von MessingPoliergeschwindigkeiten zwischen 30 und 50 m/s
Für folgende Anwendungsbereiche wird Messing poliert: Armaturen, Musikinstrumente, Türgriffe, Uhren, technische Komponenten, Schmuck.

## Edelstahl
Das Polieren von Edelstahl erfordert einen gleichmäßigen und feinen Vorschliff. Ansonsten lassen sich Oberflächenfehler nicht mehr durch Polieren korrigieren. Hier sollte man auf kurze Polierzeiten achten und eine zu starke Erwärmung der Bleche vermeiden, da sich das Polierstück verziehen kann.
Weitere Empfehlungen für das Polieren von EdelstahlPoliergeschwindigkeiten zwischen 30 und 35 m/s
Edelstahl wird in den folgenden Anwendungsbereichen poliert: Küchenspülen, Töpfe und Besteck, Anbauteile Automobil, medizinische Instrumente, Kunsthandwerk, Formenbau, Fahrzeugbau, Werkzeuge, Möbel und Lampen, Maschinenbauteile, Flachbleche und Endlosbänder.

## Glas
Das Polieren von Glas ist notwendig zur Herstellung von Objektiven, gekrümmten Spiegeln oder Brillen. Das Schleifen des Glases mit gebundenen Schleifmitteln wird auch als Glasfräsen bezeichnet. Beim Schleifen entstehen an der Oberfläche Risse und Sprünge, die die Glasfläche matt erscheinen lässt. Es folgt eine Bearbeitung mit losen Schleifmitteln. Das Polieren von Glas ist ein komplexer Vorgang, mit dem sich früh schon u. a. Robert Hooke, Isaac Newton und Lord Rayleigh befassten und Theorien zur Materialreaktion beim Vorgang des Polierens entwickelten. Beim Schleifen wird Material durch Herausbrechen und Herausspringen abgetragen und dabei wird die Oberfläche in der Stärke mehrerer Lichtwellenlängen laufend aufgebrochen. Beim Polieren werden diese von Tälern und Rissen durchfurchten Schichten abgetragen. Ziel ist die Glättung der Oberfläche bis auf Bruchteile einer Wellenlänge. Es entsteht die sogenannte Beilby-Schicht. Poliertes Glas erscheint für das menschliche Auge spiegelglänzend, erst ab einer etwa 4000fachen Vergrößerung im Elektronenmikroskop erkennt man feine Riefen und Furchen.
Die Prüfung der polierten optischen Erzeugnisse erfolgt mit einem Probeglas (Newtonsche Ringe). Die möglichen Abweichungen liegen im Bereich von 1/10 µm.